# Duczów Wielki
Duczów Wielki (deutsch Groß Deutschen) ist ein Ort der Gmina Wołczyn in der Woiwodschaft Opole in Polen.

## Geographie

### Geographische Lage
Duczów Wielki liegt im nordwestlichen Teil Oberschlesiens im Kreuzburger Land. Das Dorf Duczów Wielki liegt rund sieben Kilometer westlich vom Gemeindesitz Wołczyn, rund 21 Kilometer nordwestlich der Kreisstadt Kluczbork und etwa 58 Kilometer nordöstlich der Woiwodschaftshauptstadt Oppeln.
Das Dorf liegt an der Landesstraße Droga krajowa 42.

### Nachbarorte
Nachbarorte von Duczów Wielki sind im Nordosten Wierzbica Dolna (Deutsch Würbitz), im Südosten Wierzbica Górna (Polnisch Würbitz), im Südwesten Duczów Mały (Klein Deutschen), im Westen Dziedzice (Erbenfeld) und im Nordwesten Włochy (Wallendorf). 

## Geschichte
1841 wurde in Groß Deutschen ein steinernes Schulhaus erbaut. 1845 bestand das Dorf aus einem Schloss, einer evangelischen Schule und weiteren 23 Häusern. Im gleichen Jahr lebten in Groß Deutschen 240 Menschen, davon 81 katholisch und einer jüdisch. 1874 wird der Amtsbezirk Polnisch Würbitz gegründet, zu dem Groß Deutschen gehörte.
1933 lebten in Groß Deutschen 212, 1939 wiederum 205 Menschen. Bis 1945 gehörte das Dorf zum Landkreis Kreuzburg O.S.
Als Folge des Zweiten Weltkriegs fiel Groß Deutschen 1945 wie der größte Teil Schlesiens unter polnische Verwaltung. Nachfolgend wurde der Ort in Duczów Wielki umbenannt und der Woiwodschaft Schlesien angeschlossen. 1950 wurde es der Woiwodschaft Oppeln eingegliedert. 1999 kam der Ort zum neu gegründeten Powiat Kluczborski (Kreis Kreuzburg).

## Sehenswürdigkeiten
- Gutshof aus dem 19. Jahrhundert[5]